# Памятник А. С. Пушкину (Пушкин)
Памятник А. С. Пушкину в Пушкине (бывш. Царском Селе) один из наиболее известных памятников Пушкину. Именно в Царском Селе в среде лицеистов впервые возникла мысль о 
памятнике Пушкину, однако, первый памятник поэту было решено установить в Москве, где он родился.

## История создания
В 1860 году, накануне пятидесятилетия Лицея, в среде лицеистов возникла мысль о памятнике Пушкину. Первоначально установить его хотели на деньги лицеистов, но потом поняли, что собранных лицеистами средств будет не достаточно на выполнение памятника, достойного Пушкина. Была объявлена подписка, начавшаяся в январе 1861 года. И хотя официально конкурс не был объявлен, вскоре появился первый проект памятника (авторы художник-архитектор Л. И. Бахман и скульптор Н. А. Лаверецкий), позднее свои проекты памятника для Царского села создали скульпторы И. Н. Шрейдер и Н. С. Пименов. Все проекты представляли собой монументальные изваяния с множеством аллегорических фигур, окружающих поэта. В прессе появилась информация об этих проектах, их живо обсуждали, оценивали, критиковали. Однако успешно начавшийся сбор средств постепенно остановился. Было собрано более 13 тысяч рублей, но это составляло лишь пятую или шестую часть от предполагаемых затрат на такой грандиозный проект. А правительство, утвердившее проект Бахмана и Лаверецкого, не поддержало его финансирование.
В 1870 году на торжественном лицейском обеде на просьбы о создании памятника Пушкину в Петербурге император Александр II ответил: «В Петербурге и без того есть много важных памятников». Товарищ Пушкина по Лицею адмирал Ф. Ф. Матюшкин предложил воздвигнуть памятник в Москве, чем отмечалось бы его общенациональное значение. В торжественной обстановке 6 июня 1880 года на Тверском бульваре был открыт памятник Пушкину работы А. М. Опекушина.
В связи с приближением 100-летия со дня рождения поэта, жители Царского Села предложили создать памятник в городе, где прошла юность Пушкина. Начался сбор денег, объявили конкурс на лучшую скульптуру. Конкурсный проект памятника представили скульпторы М. А. Чижов, P. P. Бах, Л. В. Позен и В. А. Беклемишев. Император Николай II избрал эскиз скульптора Роберта Романовича Баха (1859—1933), скульптора, академика, преподавателя школы Императорского общества поощрения художеств. Фигуру отлили из бронзы в мастерской Н. Штанге. Участие в сооружении памятника принимал представитель инициативной группы, царскосел, известный поэт и педагог, директор Николаевской Царскосельской мужской гимназии И. Ф. Анненский. Им были выбраны стихи поэта, высеченные на пьедестале. Бах сумел передать состояние поэтического вдохновения поэта. «Бронзовый мечтатель» — истинно романтический памятник Пушкину.
26 мая (6 июня) 1899 года в Лицейском саду происходила закладка монумента. На круглой площадке, к которой сходились дорожки, колышками, вбитыми в землю, отметили место будущей скульптуры. Под каменную плиту была торжественно вложена бронзовая доска с памятным текстом: «В лето 1899 мая 26-го дня…». Рядом стояла гипсовая модель будущего памятника. В этот день в Екатерининском соборе Царского Села отслужили литургию и панихиду. На богослужении пел соединённый хор учеников мужских учебных заведений, производился сбор добровольных пожертвований на сооружение памятника. Затем состоялось народное чтение со световыми картинами по произведениям поэта и концерт в Китайском театре. Городские власти учредили Пушкинскую стипендию, постановив в память поэта вносить ежегодно в местные учебные заведения из городских доходов плату за 32 ученика и 6 учениц.
По подписке было собрано 2,5 тысячи рублей, в то время как для сооружения памятника потребовалось около 13 тысяч. Недостающую сумму внесли из городских средств. Бронзовую фигуру отлили на петербургской литейной фабрике Штанге (по имени основателя Н. Штанге). Скульптор лично наблюдал за работами.
Открытие состоялось 15 октября 1900 года. Событие это не получило широкого отклика в печати: только в двух журналах появились сообщения, причем в одном из них лишь спустя два месяца. Вот что сообщал «Исторический вестник»: «Вокруг постамента разбит был газон из живых цветов. К памятнику устроен крытый вход, украшенный флагами и щитами, от входа по обе стороны из тяжелой материи и бархата сделаны шесть лож, дальше — крытые площадки, а за ними высокие помосты. За памятником находился хор из гимназистов и воспитанников городских училищ, а дальше расположился оркестр. К двум часам — времени, назначенному для молебствия и освящения памятника, прибыли и разместились в ложе великая княгиня Елисавета Маврикиевна с августейшими детьми князьями Иоанном и Гавриилом Константиновичами и её высочеством княжной Татьяной Константиновной, сын покойного поэта генерал А. А. Пушкин …, дочь жены Пушкина г-жа Арапова, Л. Н. Павлищев …».
Впоследствии монумент обнесли железной оградкой.
Сам скульптор любил этот памятник более всех других своих произведений. В преклонном возрасте Бах переехал в Детское Село, он часто приходил в Лицейский садик, навещал своё детище. В Царском Селе жил брат скульптора, архитектор Александр Романович Бах (1853—1937), создавший пьедестал для памятника Пушкину. В феврале 1937 года, когда вся страна отмечала 100-летие со дня смерти Пушкина, у памятника Пушкину состоялся торжественный митинг, на котором было оглашено постановление о переименовании Детского Села в город Пушкин.

## Сергей Есенин и памятник Пушкину
Во время Первой Мировой войны, когда в Царском Селе находился госпиталь, С. А. Есенин в своем шуточном стихотворении «Вещий сон» (полный текст не сохранился) обратился к Пушкину-лицеисту такими строчками:
«Чем сидеть на памятнике даром,

Я предложил бы вам поехать санитаром.

А чем писать ваши шутки и прибаутки,

Вы носили бы урыльники и „утки“».
Правда, не от своего имени, а от лица полковника Ломана, начальника царскосельских санитаров.
В последние годы жизни Есенин признавался что пришёл к Пушкину и называл его своим любимым поэтом. В «Повести о моей жизни» В. А. Рождественский вспоминал, как летом 1924 года Есенин заставил местного фотографа заснять его, Есенина, на памятнике Пушкину в Детском Селе, которое он посетил для выступления в санатории. Поэт сел с Пушкиным рядом на скамейку, обнял его за плечо и сказал: «Снимай меня с Сашей. Мы — друзья». Описывая этот случай Есенин рассказывал Рождественскому поистине анекдотическую историю как он разбудил рано утром фотографа, чтобы прийти в Лицейский сад пока ещё никого не было, «треногу на своем горбу волочил», «отдал вперед все свои деньги». Эта фотография не сохранилась.
В другой свой визит Детского села этим же летом Есенин был заснят на памятнике Пушкину со своим другом В. И. Эрлихом и студентами сельскохозяйственного института. По воспоминаниям некого С. Д. Умникова, забираться на памятник Есенин не хотел, его пришлось долго уговаривать. В сериале «Есенин» есть момент, когда Есенин фотографируется с памятником, сидя на скамеечке и обнимая бронзового поэта, однако в фильме это событие происходит зимой.

## Памятник Пушкину в годы войны
В годы Великой Отечественной войны памятник Пушкину покоился в земле. Осенью 1941 года, из-за очевидной угрозы разрушения памятника, жители города закопали его на территории Лицейского садика и сохраняли в тайне местоположение тайного убежища, несмотря на то, что немцы, по некоторым данным, интересовались памятником и даже допрашивали музейного садовника, который впоследствии был убит. Постамент же оставался на месте, и немецкие солдаты упражнялись на нём в стрельбе. В апреле 1945 года бронзового лицеиста подняли, отреставрировали, а 17 июня памятник был вновь открыт. Из письма А. Кучумова жене от 8 июня 1944 года:
Очень было трогательно, что в яме, где видна отрытая нами голова любимого лицеиста, рано утром уже были возложены цветы неизвестным патриотом-пушкинистом. На память об этом дне мы все сохраним по кусочку розового гранита от пьедестала памятника, так как одна плита цоколя разбита подрывной шашкой бандитов-немцев на мелкие осколки.

## Похищенный картуз
В 2003—2010 годах на скамеечке рядом с Александром Сергеевичем не было его лицейской фуражки. Около 2003 года она незаметно пропала. Сообщений по этому поводу никаких не было, на этот небольшой элемент изваяния вообще мало кто обращает внимание. В 2010 году картуз так же незаметно появился вновь. Вернуть Пушкину его законный головной убор решил Царскосельский Левша А. Л. Рыкованов, по просьбе которого фуражку выковал кузнец С. Дыгало и закрепил на историческом месте.